# Ingmarsö
Ingmarsö är en ö i Österåkers kommun, Stockholms skärgård.
Namnet Ingmarsö finns det flera olika teorier om, den äldsta är att namnet kommer av alla de sjöar, inmarer, som en gång fanns på ön. Inmarsö har blivit Ingmarsö, som fortfarande är en sjörik ö med Storträsk, Lillträsk, Bergmar och Maren. Den västligaste delen av Ingmarsö utgörs av halvön Brottö och den östligaste delen av Kålgårdsöns naturreservat.
För tusen år sedan låg havsytan fem meter högre än i dag. Det betyder att nuvarande Ingmarsö till största delen låg under vatten. Några spridda holmar var det som så småningom skulle bli en sammanhängande landmassa. Första gången Ingmarsö nämns i ett dokument är i jordaboken från år 1539. Öns fyra bönder skulle betala skatt, bland annat en halv tunna torsk, till kung Gustav Vasa. En annan milstolpe i öns historia var när Karl XI skapade indelningsverket och ön skulle hålla en båtsman med ett båtsmanstorp. År 1694 stod Ingmarsös båtsmanstorp färdigt. Det finns fortfarande kvar och ligger vid Norrgården.
Skärgårdslivet var fattigt och slitsamt men trots det växte befolkningen. På 1800-talet tog man till svedjebruk för att få större odlingsytor och för att kunna försörja flera. År 1910 fanns 223 personer mantalsskrivna på ön. Redan år 1867 kom skolundervisning i gång för öns barn och år 1901 invigdes skolhuset. Det har byggts om och byggts till och numera är förskolan där. Byggnaden rymmer nu också bibliotek. Öns affär är nästan lika gammal. Den öppnade år 1887 och verksamheten har varit i gång sedan dess. År 1998 tog affären över ansvaret för öns postkontor. På 1930-talet började sommargästerna komma. De hyrde rum av de bofasta, bodde på det gamla pensionatet eller byggde egna hus. 
Ingmarsö byalag bildade år 2006 stiftelsen Ingmarsö Norrgård och Skola, som äger och arrenderar ut Norrgården. Stiftelsen är en samlande kraft för att hålla jordbrukslandskapet öppet. 
I dag har Ingmarsö cirka 150 bofasta och ett trettiotal företag, bland annat båtvarv, plastfabrik, krog, livsmedelsbutik med apoteks-, system- och postombud, hembageri, snickare och andra entreprenörer. 
Ön saknar vägförbindelse med fastlandet men trafikeras av Waxholmsbolaget, Cinderellabåtarna och båttaxi till två reguljära bryggor: Ingmarsö Södra och Ingmarsö Norra.